# Dasylirion lucidum
Dasylirion lucidum är en sparrisväxtart som beskrevs av Joseph Nelson Rose. Dasylirion lucidum ingår i släktet Dasylirion, och familjen sparrisväxter. Inga underarter finns listade i Catalogue of Life.

## Bildgalleri

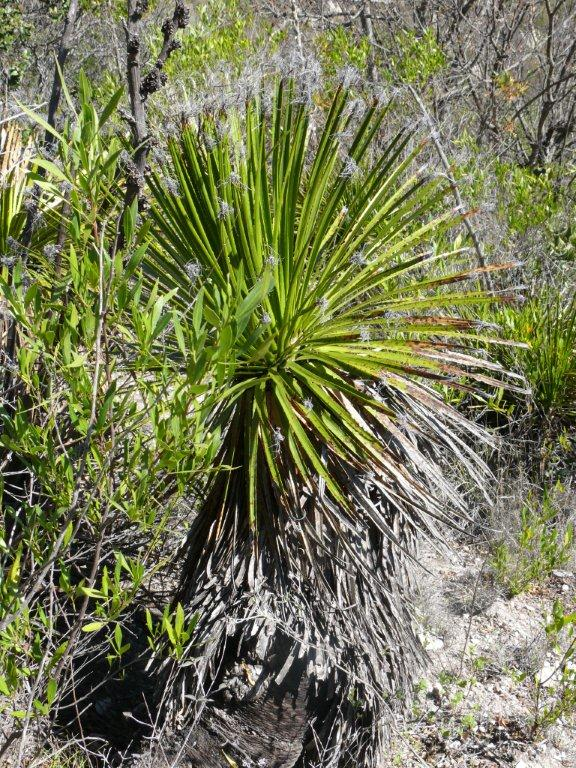